# Pętkowice (województwo pomorskie)
Pętkowice (dodatkowa nazwa w j. kaszub. Pãtkòwice) – osada kaszubska w Polsce położona w województwie pomorskim, w powiecie wejherowskim, w gminie Wejherowo. Leży na zachodnich obrzeżach Trójmiejskiego Parku Krajobrazowego.
Wieś jest częścią składową sołectwa Gowino. Na wschód od Pętkowic znajduje się rezerwat przyrody Gałęźna Góra.
W latach 1975–1998 miejscowość administracyjnie należała do województwa gdańskiego.

## Historia
Do 1918 Pętkowice znajdowały się pod administracją zaboru pruskiego, obowiązującą nazwą niemieckiej administracji dla Pętkowic była nazwa Pentkowitz. Od końca I wojny światowej wieś znajdowała się ponownie w granicach Polski (ówczesny powiat morski II Rzeczypospolitej). Podczas okupacji niemieckiej nazwa Pentkowitz w 1942 została przez nazistowskich propagandystów niemieckich (w ramach szerokiej akcji odkaszubiania i odpolszczania nazw niemieckiego lebensraumu) zweryfikowana jako zbyt kaszubska i przemianowana na nowo wymyśloną i bardziej niemiecką – Paulinenhof.